# Dimensió
|  | No s'ha de confondre amb Acotació. |

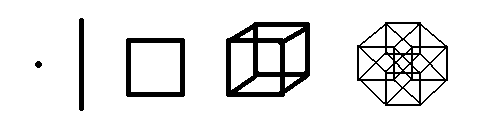
Aquests dibuixos representen diferents objectes segons les seves dimensions

Una dimensió d'un element és, en àlgebra i geometria, el nombre de valors propis independents que té la matriu que el caracteritza. Més informalment, la dimensió es pot definir com el nombre de coordenades que es necessiten per expecificar la posició d'un punt qualsevol que forma part de l'element it. Per exemple, un paper o una pissarra, si considerem que el gruix no és important, podem pensar-los com a objectes de dues dimensions: l'alçada i l'amplada. Si el gruix ens interessa, caldrà tenir en compte també el gruix o profunditat. En general, considerem que les coses amb volum (persones, animals, etc.) tenen tres dimensions, les planes (dibuixos animats o de còmics, etc.) en tenen dues, les rectes una i els punts no tenen cap dimensió.
Cal tenir en compte que la dimensió d'un element depèn de la dimensió de l'espai en el qual es troba. Per exemple, una roca al fons del mar, en un món tridimensional, té tres dimensions, però en un món de dues dimensions (per exemple, si en fem un dibuix) en té només dues. Un peix, al mar, podria passar nedant per sobre de la roca o pel costat però al dibuix només per un dels dos, segons si el dibuix està vist des de dalt (llavors pot fer voltes al voltant, però no passar per sobre) o de costat, com si estem drets al fons del mar (llavors, no podria passar per davant ni per darrere, només per damunt de la roca).

## Etimologia
El mot català dimensió prové del llatí dimensio, que significa 'mesura'.

## Dimensions en diferents camps
En àlgebra, qualsevol espai i objecte poden tenir infinites dimensions. En geometria també, tot i que després ens és difícil representar les figures que tenen quatre o més dimensions, tret d'alguna molt simple, com l'esfera i el cub en quatre dimensions. En física teòrica, també podem imaginar que el nostre univers té més de tres dimensions, i explicar així, per exemple, fenòmens com la gravetat i el magnetisme.
Però la nostra percepció, psicologia i enteniment, en la vida quotidiana i per a qüestions pràctiques, comprèn el món com a tridimensional, amb objectes de tres dimensions també. Per aquest motiu, a la tecnologia, tècnica i la majoria d'arts i artesanies, els estudis, càlculs, projectes, realitzacions, etc., es fan en tres dimensions. De vegades, en aprenentatge (a l'escola) o en tecnologia, per simplificar càlculs i guanyar temps i diners, es pot considerar que un element és de dues, o fins i tot una sola dimensió; o considerar que es troba en un espai bidimensional (un pla) o unidimensional (una recta), sense que el resultat final sigui menys exacte. Els conceptes de punt, recta i àrea son producte de la nostra imaginació i cultura, no són coses que podem percebre en la realitat.
Les representacions gràfiques actuals (en dibuixos i modelitzacions diverses, fotografia, cinema, videojocs, ecografies, etc.) són bidimensionals (en 2D, en dues dimensions), i fins i tot les anomenades en 3D o tres dimensions, en realitat continuen sent-ho en dues, tot i que "millor dibuixades". La representació gràfica (per tant, en una superfície plana, de dues dimensions) de la tercera dimensió, o de vegades anomenada profunditat, en art, s'intenta a l'Europa moderna des del Renaixement, després que les pintures planes romàniques, gòtiques i romanes d'Orient haguessin tornat de la pintura clàssica (romana i grega) les dues dimensions. Leonardo da Vinci hagués pogut dir, si el terme hagués estat de moda en la seva època, que les seves pintures eren "en 3D".

## Dimensions d'objectes, de medis i d'equacions
Els espais, medis o universos en els quals succeeixen fenòmens poden tenir diferents dimensions. Els éssers humans estem fets per a entendre'n naturalment tres en el nostre món, els referents a amplada, alçada i profunditat. Per a nosaltres, els elements d'aquest espai tridimensional són també de tres dimensions.
En desenvolupar l'àlgebra i la geometria, hem inventat espais de dues i d'una dimensió: un espai de dues dimensions és pla, i només hi caben coses de dues, una o cap dimensió. Un espai d'una dimensió és una recta, en què no hi caben cossos de dues ni tres ni més dimensions. Un espai de cap dimensió és un concepte teòric, en el qual només caben elements iguals a si mateix. Hom va inventar els vectors, els espais vectorials, les matrius, els valors i vectors propis… Més tard, per a aplicacions matemàtiques diverses, vam necessitar vectors, espais, matrius, etc.; primer de quatre, més tard de més dimensions, i de fet, per analogia i per a explicar-les de manera general, podem pensar en espais de qualsevol dimensió.
En tecnologia, ciència, modelització, simulació i altres àrees, sovint, ens cal crear equacions que descriuen un fenomen. Aquestes equacions poden tenir una o més dimensions. Cada una es pot tractar per separat, independentment de les altres. Com per exemple, quan volem fer l'equació del moviment d'un tir parabòlic per conèixer la velocitat "vertical" i "horitzontal" d'una bala. Es pot dissenyar una equació del moviment per a cada dimensió "geomètrica" de cada cos present a l'espai d'estudi. Cap cos no pot tenir un nombre major de dimensions geomètriques que el de l'espai en el qual es troba, perquè "no hi caben". Per exemple, en un espai de tres dimensions, només pot haver-hi elements de fins a tres dimensions, però no de més.

### Dimensions geomètriques
Tot cos o part d'aquest té unes dimensions que descriuen la seva forma o geometria. En el cas d'un quadrat, per exemple, aquestes són l'amplada i l'alçada. En el cas d'un triangle, que també és una figura plana, la dimensió d'alçada és constant, però la seva amplada és variable, ja que és màxima a la base i va disminuint fins a ser zero. En una persona, és fàcil mesurar l'alçada, però l'amplada i profunditat se solen mesurar com al perímetre de la persona en un pla perpendicular a l'eix vertical (o alçada) que, com també és variable, cal ser especificat: de cintura, de malucs, de pit, de cap, etc.
En general, si no estem fent teories matemàtiques, físiques o de ciència-ficció, el nostre cervell, sense haver estudiat res i naturalment, entén sempre el món com un espai de tres dimensions en el qual els elements, objectes, persones, animals, etc., són també de tres dimensions. Necessitem tres dimensions per a percebre un volum. De vegades, també podem imaginar o considerar que una dimensió és tan petita que és com si no hi fos, i llavors no té volum, només àrea i, per tant, dues dimensions. En altres casos, per exemple en alguna cosa que veiem de molt lluny, la podem considerar com un punt, sense àrea ni volum per tant, és a dir, d'una sola dimensió.

#### Tres dimensions
Un objecte amb volum, no pla, necessita almenys tres dimensions per a ser descrit, ja que calen tres mesures (corresponents a les seves mesures d'alçada, amplada i profunditat) per a descriure'l. Qualsevol d'aquestes mesures pot ser constant (com en el cas del quadrat) o no (com al cas de l'alçada del triangle). Amb un origen de referència i tres mesures (o distàncies respecte a aquest origen), podem situar qualsevol punt que vulguem de dins d'aquest objecte. De tres dimensions són el cub, l'esfera, el toroide, una cadira de muntar, un tub fet amb un full de paper enrotllat, un cabell arrissat, un nen, una mà, una casa, etc.
Si el volum varia amb el temps (un fluid que es contrau o s'expandeix), un material tou que modifica la seva forma (per exemple, si enfonsem el dit en un bloc de plastilina), etc., llavors cal tenir en compte també el temps, ja que aquests canvis es descriuen amb derivades i integrals de les seves tres dimensions respecte al temps, però l'objecte no deixarà de tenir tres dimensions.
Una línia pot tenir tres dimensions, per exemple una que tingui forma de molla; ja que per a definir cada punt que la forma necessito conèixer on es troba respecte a tres mesures diferents. En dues dimensions, només podria dibuixar un cercle, o una espiral bidimensional. Una superfície no plana té tres dimensions, per exemple un paper arrugat, plegat o enrotllat; el terrat típic d'una caseta amb forma de pic, etc., ja que necessitaria tres mesures (els punts del paper que no toquen la taula tenen una alçada) per a situar cada punt que els formen. Amb dues dimensions només puc definir un paper "planxat", però no les arrugues, plecs i corbes, ni tampoc una bola de paper.

#### Dues dimensions
En un espai bidimensional, un objecte pla té dues dimensions, ja que calen dues mesures (amplada i alçada) per a designar qualsevol dels seus punts. En un espai tridimensional, en una base de referència (coordenades) adient, l'objecte pla es pot descriure amb aquestes dues mesures i un zero. De dues dimensions són les circumferències, quadrats, triangles, rombes, una corba sinusoidal, un dibuix d'una casa, etc.
Un paper en realitat té tres dimensions, ja que, tot i que molt petit, té un cert gruix, però podem considerar que és nul, o simplement no ens interessa, i tenir en compte només les dues de la superfície major. Un paper arrugat té tres dimensions, ja que si fem un dibuix, segons els plecs, els punts a llapis estaran sobre la taula o una mica més amunt. Una piscina, per exemple, encara que tingui molta profunditat, podem considerar que és plana si només ens interessa la seva superfície, per exemple per saber on neden les persones. També podem considerar que la superfície de la Terra és plana, si volem anar d'un lloc a un altre d'un poble o ciutat, però les mesures en línia recta no ens valdran si hem de pujar i baixar muntanyes, per exemple. O, per exemple, si un avió va d'Europa a Amèrica, no l'afectaran les muntanyes ni el relleu, però, fins i tot si considerem que sempre vola a la mateixa altura respecte al mar, no farà una trajectòria recta, sinó corba, al voltant d'una esfera.
Una línia no recta però que es mou sempre sobre un mateix pla imaginari també té dues dimensions, ja que cada punt d'aquesta pot estar més a l'inici o més al final, però també més amunt o més avall, és a dir, que necessito dues mesures per a conèixer on està cada punt que la forma.

#### Una dimensió
Un objecte lineal recte té una sola dimensió, ja que només ens hi cal una mesura (llargària). Si fem servir coordenades radials, un cecle també tindria una sola dimensió, ja que amb només conèixer-ne el radi ja estaria definit.
La majoria de línies són, però, de dues o tres dimensions, com per exemple la línia de la trajectòria d'un cotxe que es mou en una carretera que en algun moment giri a dreta o esquerra, o si el cotxe canvia de carril, va per rotondes, etc. (dues dimensions), i si a més la carretera té pendents ja seria de tres dimensions. Però, de vegades, va bé considerar-hi només una dimensió. Per exemple, si en una piscina amb carrils volem estudiar els nedadors que es desplacen en cada un d'aquests, no ens cal tenir en compte la fondària de la piscina, i podem fixar-nos només en com avança cada persona al llarg d'un carril, que seria una línia recta. En aquest cas, estem considerant que la piscina és d'una sola dimensió.

#### Cap dimensió
Un objecte es considera puntual (com un punt) quan tant ens faci la seva mida i forma i, per tant, no té cap dimensió, no necessitem cap mesura per a definir-lo, un punt és sempre un punt. A més, una vegada s'ha designat el punt, no es necessita cap paràmetre per a trobar l'únic punt que pertany al punt.
En la realitat, un ens físic que té dimensió zero no es pot mesurar i no existeix. Però, sovint, ens convé considerar objectes com a punts. Per exemple, quan estudiem la trajectòria que farà un cotxe per anar d'un lloc a un altre (per saber quant hi trigaré, quant de combustible cremaré, quant em costarà, per on haig d'anar, etc.), tant ens fa la forma que tingui el cotxe, si és llarg o curt, alt o baix, no necessito cap mesura geomètrica sobre aquest; és a dir, l'estic considerant com un punt de dimensió zero, zero dimensions o adimensional. En canvi, si sabent la velocitat que marca el velocímetre volgués conèixer la velocitat (que és diferent!) que té el punt més amunt de la roda, sí que caldria conèixer les distàncies entre aquest punt i el terra (o el radi de la roda), a més d'altres informacions de la geometria de diferents parts del cotxe, és a dir, que necessitaria considerar-lo com a sòlid rígid de tres, o com a poc dues, dimensions.

#### Dimensions extra (majors de tres)
Parlem de quelcom n-dimensional o que té n dimensions, quan n és un nombre natural, per referir-nos a casos generals, teòrics, en els quals n pot ser qualsevol nombre natural. Inclou, doncs, els casos d'una dimensió, dues, tres, quatre, cinc, sis, etc.
Es pot teoritzar, calcular i obtenir resultats en espaitemps amb més de tres dimensions geomètriques. Els conceptes de quarta dimensió o cinquena dimensió apareixen en diversos contextos com la física, les matemàtiques i la ciència-ficció. Espais fins a 11 dimensions són considerats en teories de dimensions extra, que intenten unificar les quatre interaccions fonamentals (electromagnetisme, força nuclear forta, força nuclear feble i gravetat).

### Temps
El temps és una dimensió que ens serveix per a descriure un cos o conjunt de cossos, un fenomen, etc., com "en una pel·lícula", en comptes de com "en una foto". Sense el temps com a dimensió, només podem tenir "fotos", és a dir, estats concrets en un instant precís. En alguns casos, una "foto" ens és suficient per a obtenir el que volem; en d'altres, podem extreure tota la informació que ens cal a partir de "fotos" en dos o més instants, ja que ens serà fàcil extreure els punts intermedis a partir d'aquestes; amb una "pel·lícula", podem conèixer millor un fenomen, fer una modelització i, de vegades, simulacions a partir d'aquesta i estimacions de futur. El temps, però, no és una dimensió pròpia de cap objecte ni de cap medi en el qual es pugui trobar, només serveix per a veure com evolucionen.
Normalment, en les teories físiques no es consideren dimensions extra en la direcció del temps, car introdueixen problemes de causalitat.

## Física
En física, el terme dimensió pot reagrupar dues nocions completament diferents: 
- parlem de dimensió en el sentit matemàtic, aplicant-lo a la realitat fisica, com per exemple, un armari té tres dimensions: alçada, amplada i profunditat o considerem que un vehicle és un punt que es mou en un paper estirat sobre la taula, o sigui, que és d'una sola dimensió i que se'n troba en un espai de dues;
- i també alguns podrien anomenar dimensions físiques les propietats mesurables quantitativament, com per exemple, "podem conèixer la pressió d'un gas a partir del seu volum i temperatura, però no amb una sola d'aquestes dues dimensions". En aquest segon cas, però, és molt més correcte parlar de magnituds físiques.

### Dimensió d'un espai vectorial
En física, és imprescindible usar la noció geomètrica de dimensió d'un objecte, com la de la base del sistema de referència i la de l'espai o univers en el qual es troba. Així, per exemple, en les equacions del moviment en mecànica clàssica, se solen usar vectors de quatre dimensions; que són la posició en l'espai (alçada, amplada, profunditat) i el temps (ja que aquesta posició pot diferir en cada instant de temps), per a ubicar un punt en l'espai i caracteritzar la seva situació i el seu moviment (trajectòria, velocitat, acceleració, girs, rotacions, etc.).
En física teòrica, així com en àlgebra i geometria, un espai (incloent-hi, en la física, l'univers en el qual vivim) i un objecte qualsevol poden tenir més de tres dimensions espacials, però el temps es considera sempre d'una sola dimensió, de la qual, per cert, no podem conèixer a quina velocitat va. Teòricament, res no ens impedeix, per exemple, imaginar cossos de cinc, trenta o centenars de dimensions i fer-ne les equacions del moviment, en un espai d'almenys les mateixes dimensions. Malgrat que té la mateixa dificultat, no superior, que fer-ho en tres o menys, no ens aporta cap informació d'aplicació pràctica perquè el nostre cervell no veu, toca ni entén una cadira, per exemple, en quatre o més dimensions.

## Programació
Les dimensions són represes en modelització informàtica (objecte 2D i objecte 3D).